# Шайтан
Шайта́н (араб. شيطان‎ šayṭān — «заблуждение», «отдаление», мн. ч. شياطين‎ šayāṭīn от сев.-зап.-семитск. корня *śṭn «сатан» букв. «быть враждебным», «обвинение»; ср. ивр. שָׂטָן‎ śāṭān, арам. סטנא soṭono, геэз śayṭān — «сатан(а)») — в исламском богословии представитель категории злых духов, враждебных Аллаху и людям.
Шайтан способен принять облик человека. После Дня суда (киямат) шайтаны вместе со своим господином — Иблисом — обречены на адские муки. С помощью своих слуг Иблис совращает людей, отвлекает их от благочестивых дел и подбивает на совершение грехов. Шайтаны сотворены из огня или дыма и могут принимать различные внешние формы. Они могут порождаться Иблисом и живут группами в разных странах.
Шайтаны могут иметь различные имена, носят эпитет раджим («побиваемый»). «Слово шайтан синонимично библейскому термину сатана».
Согласно исламским преданиям, шайтаны побуждали к грехам и ошибкам благочестивых людей и пророков, например пророка Юсуфа. Часть шайтанов когда-то подчинялась пророку Сулейману, но затем вернулась к своим делам. По сей день они мешают людям совершать молитвы и учат людей колдовству и магии. Они заставляют человека забывать Аллаха и подбивают совершать греховные поступки под видом благочестивых. Принято считать, что у каждого человека есть свой шайтан, как и свой ангел, которые ведут борьбу за сердце человека. Шайтан старается сбить человека с праведного пути, используя его плотские стремления и желания удовольствий (нафс), а также такие качества, как гнев, злоба, зависть и т. д.
Мусульмане верят, что для того, чтобы отогнать шайтана, достаточно призвать на помощь Аллаха. Они часто произносят формулу: «А’узу би-ллахи мина ш-шайтани р-раджим», или аяты Корана. Некоторые мусульманские богословы считают шайтанов самой строптивой и неверующей частью джиннов. Другие считают их особой категорией существ, которые, в отличие от джиннов, изначально обречены на неверие и наказание в аду. В Коране и в богословских книгах Иблис и шайтаны часто взаимозаменяются, так как шайтаны исполняют волю и приказы Иблиса. В доисламской Аравии шайтаны считались посредниками в общении с потусторонним миром прорицателей (кахин) и поэтов (ша’ир).